# Sinaida Hippius

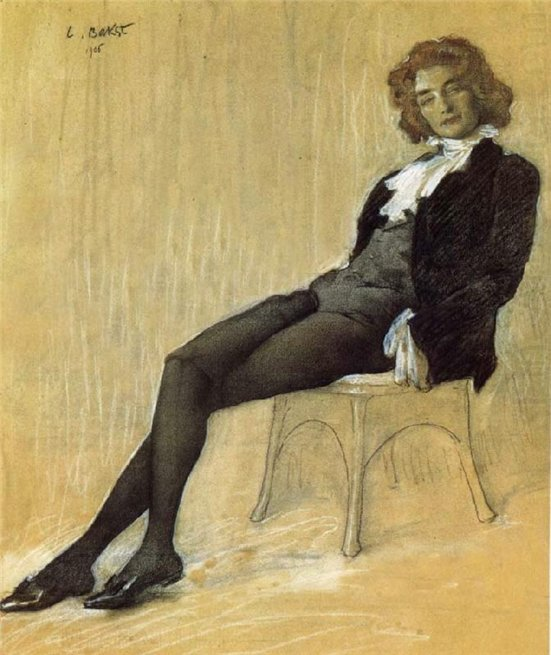
Sinaida Hippius. Porträt von Léon Bakst, 1906

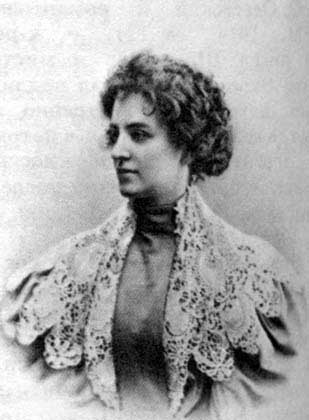
Sinaida Hippius, Fotografie, um 1910

Sinaida Nikolajewna Hippius, auch Sinaida Gippius (russisch: Зинаида Николаевна Гиппиус; wiss. Translit.: Zinaida Nikolaevna Gippius; * 8. Novemberjul. / 20. November 1869greg. in Beljow bei Tula; † 9. September 1945 in Paris) war eine russische symbolistische Lyrikerin und Autorin. Sie veröffentlichte auch unter dem Pseudonym Anton Krainy.

## Leben
Sie wurde 1869 als Kind des baltendeutschen Oberstaatsanwalts Nikolai Romanowitsch Gippius (von Hippius) und der Russin Anastasia Wassiljewna Stepanowa in Beljow, einem kleinen Ort im Gouvernement Tula, geboren. Nach dem Tod des Vaters 1881 zog die Mutter mit den Kindern zunächst nach Moskau. Sinaida besuchte Schulen für adlige Mädchen in Kiew und Moskau.
1888 heiratete sie den Philosophen Dmitri Sergejewitsch Mereschkowski. Ihre Verbindung dauerte 52 Jahre, obwohl angeblich nicht physisch vollzogen.  In den 1890er Jahren reiste das Paar nach Griechenland, Deutschland, Italien und Sizilien. Ihre Wohnung in St. Petersburg wurde in den 1900er Jahren zu einem wichtigen Treffpunkt von Künstlern und Schriftstellern, wie Alexander Blok und Andrej Bely. Seit 1903 lebten dort auch die Schwestern Tatjana und Natalja Hippius.
Sinaida Hippius und Dmitri Mereschkowski waren Gegner der Zarenherrschaft und somit Anhänger der russischen Revolution 1905 sowie der Februarrevolution 1917, von der sie eine demokratische und freiheitliche Entwicklung Russlands erhofften. In politischen Schriften unterstützten sie den Sozialrevolutionär Alexander Kerenski, der im Sommer 1917 an die Spitze der Regierung trat und fundamentale Reformen ankündigte. Sie lehnten aber die Oktoberrevolution im November 1917 ab und hofften vergeblich auf eine Intervention der britischen Flotte bei St. Petersburg. Sinaida Hippius hat diese Zeit in einem wenig später auszugsweise veröffentlichten Tagebuch festgehalten. Während ihres Paris-Aufenthaltes 1906–1908 lernten Hippius und Mereschkowski den dort im Exil lebenden russischen Politiker und ehemaligen Terroristen Boris Sawinkow kennen. Durch Hippius in seinem Plan bestärkt, schrieb dieser - zunächst unter dem Pseudonym W. Ropschin - sein Werk Das fahle Pferd. Roman eines Terroristen. (1908, dt. 1909, 2015), in dem der spätere Sozialrevolutionär dem Terror abschwört.
Als die Niederlagen der Verbände der Weißen unter Alexander Koltschak (in Sibirien) und Anton Denikin (in Südrussland) deutlich machten, dass eine politische Entwicklung in dem gewünschten Sinn aussichtslos schien, beschloss das Paar zu emigrieren. Am 24. Dezember 1919 verließen die Eheleute mit ihrem Freund, dem Publizisten Dmitri Filossofow, und ihrem Sekretär Wladimir Slobin Petersburg, angeblich um Lesungen vor Soldaten der Roten Armee in Gomel abzuhalten, während sie in Wirklichkeit auf von Polen besetztes Gebiet flohen und sich eine Weile in Minsk und Warschau niederließen. Hier lasen sie vor russischen Emigranten und verfassten politische Pamphlete.
1922 siedelten sie nach Paris über. Dort förderten sie die jungen Schriftsteller des Russki Montparnasse, die erst in der Emigration mit dem Schreiben begannen, darunter Gaito Gasdanow und Boris Poplawski.
In den 1930er Jahren setzten Sinaida Hippius wie Mereschkowski ihre politischen Hoffnungen auf das Dritte Reich als Gegner des bolschewistischen Regimes, doch im Gegensatz zu ihrem Mann hielt sie sich mit Publikationen dazu zurück. Ihre angebliche Sympathie für die deutschen Besatzer im Zweiten Weltkrieg führte dazu, dass sie sich in der Pariser Emigration isolierte.

## Künstlerisches Wirken und ästhetische Lebensanschauungen
Lange Zeit stand Hippius im Schatten ihres Mannes, der zu Beginn des 20. Jahrhunderts in Westeuropa den Prototyp des russischen Autors verkörperte und sogar als Kandidat für den Literaturnobelpreis gehandelt wurde. Wie viele andere Schriftstellergattinnen stellte sie ihre eigenen Bedürfnisse zurück, um ihren Mann zu unterstützen. Bei Hippius war sich allerdings die Kritik einig, dass sie viel interessanter und ansprechender als ihr Gatte schreibe.
Hippius war eine streitbare Intellektuelle, die sich vor dezidierten ästhetischen Urteilen nicht scheute.
Ihre Artikel unterschrieb sie entweder mit einem Pseudonym oder mit S. Hippius, um das Geschlecht des Autors nicht zu benennen – von der Frauenbewegung hielt sie nicht viel, der neue Mensch war ihr Thema, nicht die neue Frau. Sie spielte mit den Geschlechterrollen und inszenierte und mythologisierte sich so, dass hinter diesen Bildern kein Original mehr zu entdecken war. In ihrem Leben vermochte sie Paradoxien zu vereinigen: Sie war eine traditionelle Ehefrau, die ihren Mann förderte und unterstützte, lehnte aber Sinnlichkeit und Sexualität ab.
Als Symbol dieser neuen Erotik galt ihr der Kuss, der in der Tierwelt nicht existiert und deshalb die Erhebung über das animalische Kopulieren anzeigt. Die meiste Zeit lebte das Ehepaar in einer ménage à trois, zunächst mit dem homosexuellen Publizisten Dmitri Filossofow, der ihnen allerdings nicht ins Pariser Exil folgte und im unabhängigen Polen blieb. Später übernahm der junge Dichter Wladimir Slobin diese Rolle, der allerdings von Hippius nicht als gleichberechtigt anerkannt wurde. 1898 begann Hippius in Taormina eine mehrjährige lesbische Beziehung mit der Pianistin und Komponistin Agnes Elisabeth Overbeck, die ihr für mehrere Jahre nach St. Petersburg folgte.

## Werke (Auswahl)
Sinaida gilt als eine der bedeutendsten russischen symbolistischen Dichter und als die wichtigste russische Schriftstellerin nach Anna Achmatowa und Marina Zwetajewa.

Im Exil veröffentlichte sie verschiedene Arbeiten, die bereits in Russland erschienen waren.
Russische Ausgaben
- Небеснье слова[Himmlische Worte], Paris 1921, Kurzgeschichten
- Стихи. Дневникъ 1911–1921 [Gedichte. Tagebuch 1911–1921], Berlin 1922
- Царство антихриста [Das Reich des Antichristen], München, mit Texten von Mereschkowski, Hippius, Filosofow und Slobin, in dem die beiden ersten Teile der Petersburger Tagebücher zum ersten Mal veröffentlicht wurden, mit einem einführenden Artikel von Hippius über Die Geschichte meines Tagebuchs.

Übersetzungen
- Des Teufels Puppe. Eine Lebensbeschreibung in 33 Kapiteln von Sinaida Hippius. Übersetzung von Arthur Luther, Georg Müller Verlag, München 1912.
- mit Dmitri Sergejewitsch Mereschkowski, Dmitry Filosofov, Wladimir Slobin: Das Reich des Antichrist. Russland und der Bolschewismus. Drei Masken Verlag, München 1921 (archive.org [abgerufen am 8. September 2019]).
- Gedichte. 1938.

- Between Paris and St. Petersburg. Selected Diaries of Zinaida Hippius. Temira Pachmuss(Hrsg.), Chicago 1975.
- Petersburger Tagebuch – Schicksale im 20. Jahrhundert. Aufbau Verlag, Berlin 1993.
- Stichotvorenija (Hrsg. v. A.V. Lavrov). St. Petersburg 1999.
- Verschiedener Glanz. Gedichte. Briefe an Nina Berberowa und Wladislaw Chodassewitsch. Übersetzung Kay Borowsky (Gedichte) und Johanne Peters, Oberbaum Verlag, Berlin 2002, ISBN 3-928254-11-1.
- Petersburger Tagebuch. Band 3. 1919. Übersetzung Alexander Eliasberg, Oberbaum Verlag, Berlin 2004, ISBN 3-933314-78-X.
- Petersburger Tagebücher. Die Andere Bibliothek, Berlin 2014, ISBN 978-3-8477-0358-7; ausgewählt zum Buch des Monats Januar 2015 von der Darmstädter Jury.